# Alberto Magri
Alberto Magri (Fauglia, 4 giugno 1880 – Barga, 25 febbraio 1939) è stato un pittore e incisore italiano.

## Biografia
Figlio di Giovanni Magri ed Emma Salvi - entrambi appartenenti a importanti famiglie della borghesia di Barga in provincia di Lucca - nacque a Fauglia, in provincia di Pisa, dove il padre esercitava l'incarico di Pretore, ma trascorse gran parte della sua vita a Barga, nella Media Valle del Serchio (definita dal poeta Giovanni Pascoli, suo contemporaneo, come la valle del bello e del buono).
Nel 1902, dopo il conseguimento del diploma liceale, soggiornò per un certo periodo a Parigi, dove entrò in contatto con molti artisti legati al mondo delle illustrazioni. Dell'esperienza parigina rimangono esempi consistenti nei giornali satirici dell'epoca.
Rientrato in Italia, completò gli studi di Chimica e Farmacia e conseguì la laurea nel 1907. Si trasferì quindi fino al 1910 a Firenze, dove esercitò l'attività di farmacista. Qui conobbe Lorenzo Viani, Domenico Rambelli e Moses Levy, entrò in contatto con il Gruppo Apuano e riprese lo studio della pittura dugentesca toscana, dalla quale era naturalmente attratto.
Nel 1914 realizzò la prima mostra personale, salutata con entusiasmo anche da Ugo Ojetti, quindi espose a Milano, dove ottenne ottime recensioni da Umberto Boccioni che ne parlò come di un coltissimo rievocatore della maniera, del gusto, dello stile di un'epoca rivoluzionaria e sapientissima qual è quella del Medioevo.
Durante la prima guerra mondiale, dopo la Disfatta di Caporetto del 1917, fu chiamato alle armi. Terminata la guerra, si trasferì a Intra, sul Lago Maggiore, dove insegnò Scienze all'Istituto Commerciale, ma con l'estate del 1919 rientrò definitivamente a Barga.
Nel 1922 sposò Elba Carradini, anche lei appartenente ad una delle famiglie più importanti del paese di origine e dalla quale, nel 1924, ebbe il figlio Giovanni.

Nel 1928 partecipò alla Biennale di Venezia con l'opera La sementa nella valle del Serchio.

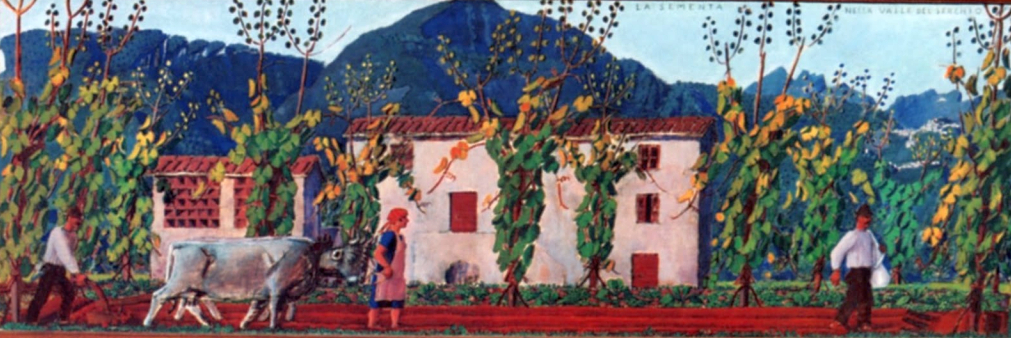
La sementa nella valle del Serchio (1928)

Continuò costantemente a lavorare alle sue opere nonostante una grave malattia ai polmoni che lo condusse a prematura morte nel 1939.

## Stile e poetica
Barga e la Media Valle del Serchio sono centro della vita personale e artistica di Magri, fondamentali per l'evoluzione del suo sentimento pittorico. È lì che frequentò Giovanni Pascoli del quale, con tutte le dovute sfumature, assorbì la poetica. Con la sorella del poeta, Maria Pascoli, detta Mariù, intrattenne anche un rapporto epistolare.
La vendemmia, La casa colonica e Il bucato, sono i quadri con i quali inaugurò il ciclo dedicato alla vita dei campi. Prediligendo scene di vita contadina, in consonanza alle tematiche pascoliane, l'arte di Magri si presenta come una graduale riconquista dei valori della tradizione, anche attraverso il riappropriarsi dei antiche tecniche e del linguaggio pittorico del Duecento toscano, senza però scordare la lezione dei pittori conosciuti a Parigi, quali Cezanne, Seurat, Munch e Morandi. 

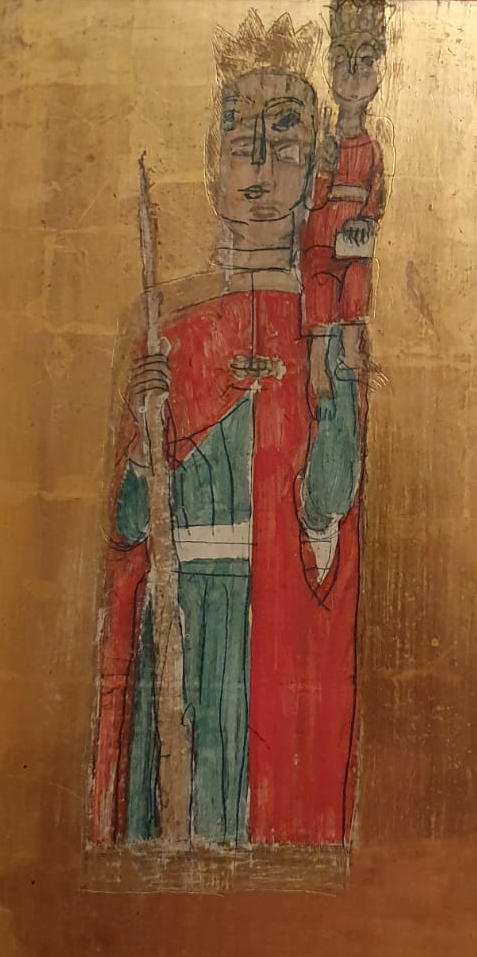
San Cristoforo, prova su fondo oro

Nel proposito di reperire i mezzi che permettessero la resa dello splendore della materia, arrivò anche a cimentarsi con i fondi oro, emblema dell’arte toscana dei Maestri medievali. Tutto ciò portò l’artista a reinventare totalmente i temi e la forma della pittura del tempo.

## Critica
L'opera di Magri occupa nella storia del Novecento un suo ben preciso e originale posto, benché sia rimasta pressoché sconosciuta perfino a molti studiosi d'arte contemporanea.
Il critico d'arte che colse la grandezza di Alberto Magri fu Alessandro Parronchi quando curò nel 1951 alla Strozzina, una retrospettiva che ebbe grande successo a Firenze. Successivamente, Carlo Ludovico Ragghianti incluse il pittore in varie rassegne nazionali; Renato Barilli scrisse di Alberto Magri su La Stampa ed espose suoi dipinti nella rassegna sull'espressionismo italiano a Torino nel 1990.
Nel 2019, Vittorio Sgarbi inserisce alcune opere di Magri nel progetto itinerante Museo della Follia.
La casa dell'artista a Barga è stata trasformata in casa-museo.

## Galleria d'immagini

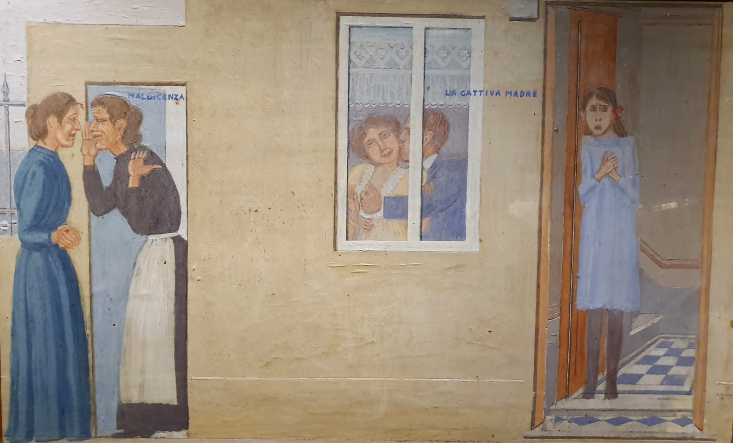
Maldicenza, la cattiva madre (1914)
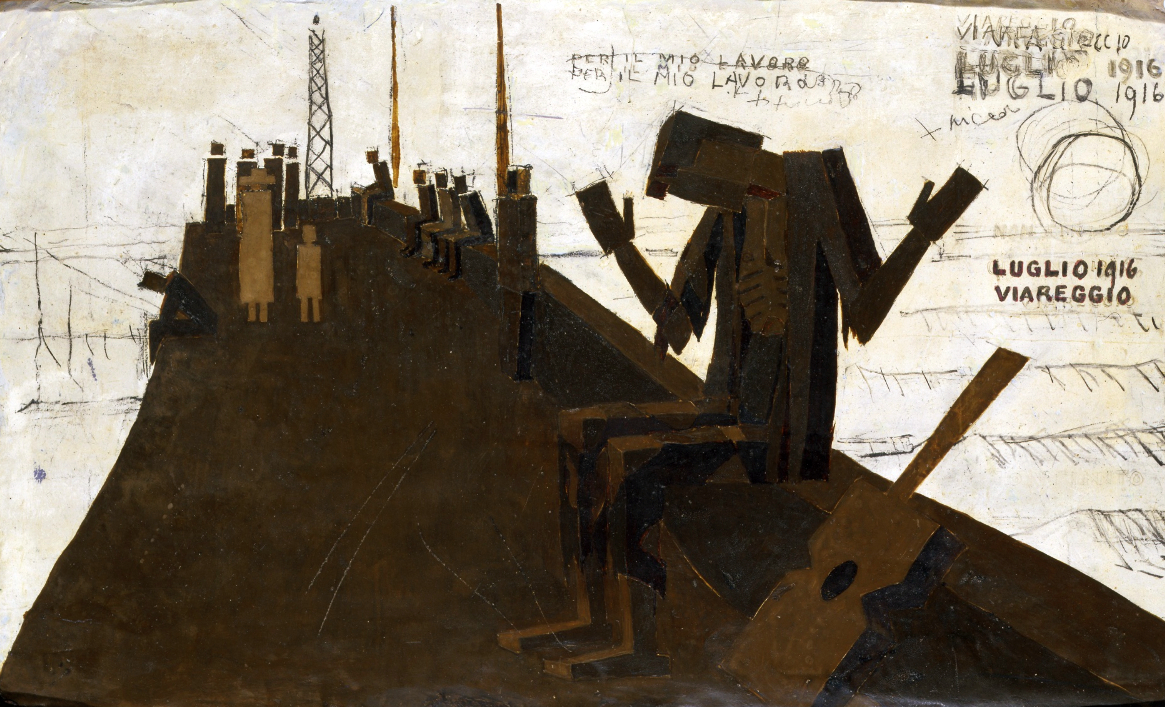
Il molo di Viareggio (1916)